# Córrego Fundo
Córrego Fundo é um município brasileiro do estado de Minas Gerais. Já pertenceu às cidades de Ouro Preto, São João Del Rey, Tiradentes, Itapecerica e, por último, Formiga. Situado às margens da Rodovia MG-050, à altura do quilômetro 212, o município foi emancipado em 21 de dezembro de 1995, após o plebiscito realizado em 23 de outubro do mesmo ano. 
A economia do município baseia-se, principalmente, na queima e beneficiamento da cal, sendo um dos principais pólos no circuito da produção de cal, em Minas Gerais. Em segundo lugar vem a extração da pedra calcária, seguida da agropecuária, do comércio e prestação de serviços. O município é destaque, também, nos setores têxtil e artesanal.
Em 2003, o professor Georges José Pinto, defendeu dissertação de mestrado em Geografia na Universidade Federal de Uberlândia, intitulada "Do Sonho à Realidade: Córrego Fundo - MG - Fragmentação territorial e criação de municípios de pequeno porte". Tal obra, de 252 páginas, descreve todo o processo de emancipação do então distrito e criação do município de Córrego Fundo.

## Turismo
O município faz parte do circuito turístico Grutas e Mar de Minas.